# Рубленое
Ру́бленое (укр. Рублене) — село в Ольховатской сельской общине Купянского района Харьковской области Украины.
До 2020 года было админцентром Рубленского сельского совета, в который, кроме него, входили сёла: Артельное, Березники, Крейдянка, Озерное, Потихоново и Широкое.
Код КОАТУУ — 6321484501. Население по переписи 2001 г. составляло 678 (317/361 м/ж) человек.

## Географическое положение
Село Рубленое находится в 1 км от границы с Россией, на расстоянии в 2 км расположены сёла: Березники, Озерное, Потихоново, Крейдянка.
Рядом с селом находятся балки Средний Яр, Нефидов яр и Артебина.
Часть села раньше называлась Куреньки.

## История
- Дата основания неизвестна, но не ранее 1795 года, скорее всего — начало 19 века.
- На картах 19 века отмечено как хутор. Впоследствии превратилось в слободу.
- Первая церковь в Рубленом была поставлена в 1860 году, сведения об этом содержатся в «Ведомости о Покровской церкви села Рубленаго Волчанского уезда» за 1888 год (ф. 30, оп. 110, ед. хр. 1217 Государственного архива Харьковской области). Это также подтверждается отсутствием метрических книг ранее 1861 года. До того записи о жителях Рубленого производились в метрических книгах Георгиевской церкви слободы Ольховатка.
- По «Спискам населённых мест Харьковской губернии» 1864 года село проходит как «… казённая слобода…», то есть, в селе изначально проживали не крепостные, а казённые, государственные крестьяне.
- До 17 июля 2020 года село было центром Рубленского сельского совета, в который, кроме Рубленого, входили сёла: Артельное, Березники, Крейдянка, Озерное, Потихоново и Широкое.

## Происхождение названия
Мнение о том, что название населенного места происходит от рубленой Покровской церкви является ошибочным, так как населённое место существовало до постройки церкви в 1860 году.

## Экономика
- «Рубленое», сельскохозяйственный производственный кооператив.

## Объекты социальной сферы
- Школа I—III ст.

## Достопримечательности
- Братская могила советских воинов, похоронены 150 солдат и офицеров, освобождавших село.
- В окрестностях села большая колония степных сурков — байбаков.